# Formelles Recht
Als formelles Recht wird die Gesamtheit der Rechtsnormen bezeichnet, die der Durchsetzung des materiellen Rechts dienen.

## Begriff und Rechtsverhältnisse
Formelles und materielles Recht bilden zueinander begriffliche und rechtliche Gegenstücke. Während das materielle Recht – auch „sachliches Recht“ genannt – diejenigen Rechtsnormen erfasst, die Regelungen zum Inhalt, zur Entstehung, Veränderung, Übertragung und das Erlöschen von Rechtsverhältnissen beinhalten, hat das formelle Recht eine eher dienende Funktion. Formelles Recht regelt die Durchsetzung materiell-rechtlicher Normen. Das sachliche und formelle Recht stehen dabei in einem Bedingungsverhältnis zueinander, denn ohne Sachmaterie liefe das formelle Recht ebenso leer, wie das materielle Recht leerliefe, das den Regelungskern, nicht aber seinen Gebrauch normiert. Erst das Zusammenspiel materiell- wie formell-rechtlicher Voraussetzungen für einen auf Rechtsfolgen gerichteten Akt macht diesen wirksam. Das materielle Recht bestimmt letztlich, was Rechtssubjekte tun dürfen und was nicht; es regelt das „Rechthaben“. Das formelle Recht regelt hingegen die Herbeiführung des Rechtserfolgs, das „Rechtbekommen“.
Bedeutende Beispiele aus Deutschland, die das verzahnte Verhältnis materiellen und formellen Rechts auf zivilrechtlicher Ebene veranschaulichen, sind das Bürgerliche Gesetzbuch (BGB) und die Zivilprozessordnung (ZPO), auf strafrechtlicher Ebene das Strafgesetzbuch und die Strafprozessordnung (StPO). So regelt beispielsweise das BGB, wie Eigentum an einer Sache entsteht, wie es an einen Dritten übertragen oder geändert wird und wie es erlischt, nicht jedoch wie ein Herausgabeanspruch realisiert wird. Dies regelt die Ordnung der ZPO.
Weitere formell-rechtliche Bestimmungen zur Durchsetzung materiellen Rechts finden sich im Gerichtsorganisationsrecht (Einteilung der Gerichtsbarkeiten nach Sachnähe – Horizontalstruktur), im Gerichtsverfahrensrecht (Hierarchiewesen der Gerichtsbarkeiten – Vertikalstruktur) und im formellen Grundbuchrecht (Eigentumseintragung, beschränkt dingliche Belastungen).

## Historische Entwicklung
Das römische Recht ließ sich seit der altzivilen Zeit klagweise mittels zahlreicher streitgegenstandsabhängiger actiones durchsetzen. Dabei waren die materielle und die prozessuale Komponente miteinander vereint, weil sich die Rechtsordnung nicht von abstrakten Rechtsbegriffen ableitete, sondern über das Klagewesen gedacht wurde. Erst mit der Überwindung des zugrundeliegenden „aktionenrechtlichen Denkens“ wurden die formellem und materiellem Rechtsanteile voneinander geschieden. Dies geschah – trotz mehrerer Modernisierungsschritte (etwa mit Einführung des Formularprozesses oder des Kognitionsverfahrens) – nicht im antiken Recht, auch nicht im Mittelalter, sondern erst 1880 unter dem Gesetzesexperten Reinhold Johow, der der ersten „BGB-Kommission“ angehörte. Mit dem BGB erhielt das materielle Recht Anspruchsgrundlagen, während das formelle Recht zu einem Synonym für das Prozessrecht wurde.

## Beispielfall aus dem Prozessrecht
Der Abschluss eines Kaufvertrages regelt die Hauptleistungspflichten nach § 433 Abs. 1 BGB. Neben die Verpflichtung zur Eigentumsverschaffung durch Übergabe der Kaufsache auf der einen Seite tritt nach § 433 Abs. 2 BGB die Zahlung des Kaufpreises auf der anderen Seite. Zahlt der Käufer den Kaufpreis nicht oder nicht rechtzeitig, gerät er in Zahlungsverzug, wenn der Verkäufer eine Mahnung (§ 286 Abs. 2 BGB) ausgesprochen hat. Die Durchsetzung seines Anspruchs auf Kaufpreiszahlung bedarf der Regelungen der ZPO (§§ 688 ff. ZPO), denn erst dort sind die Voraussetzungen für die Durchführung von Mahn- und Vollstreckungsverfahren (§ 693 ZPO und § 699 ZPO), zur Erhebung von Klagen sowie zur Durchführung gerichtlicher Verfahren zur Durchsetzung von Ansprüchen geregelt. 

## Andere Länder
Wie im deutschen Recht haben sich die Begriffe auch in Frankreich (französisch droit formel und französisch droit matériel) und in Italien (italienisch diritto formale und italienisch diritto materiale) gebildet. Demgegenüber wird in anderen Staaten die eher dienende Funktion des formellen Rechts hervorgehoben, so etwa in Spanien (spanisch derecho adjectivo im Verhältnis zum spanisch derecho materia oder spanisch derecho sustancial/sustantivo) und im englischsprachigen Raum (englisch adjective law im Verhältnis zum englisch substantive law).